# Euparatettix tricarinatus
Euparatettix tricarinatus är en insektsart som först beskrevs av Bolívar, I. 1887.  Euparatettix tricarinatus ingår i släktet Euparatettix och familjen torngräshoppor. Inga underarter finns listade i Catalogue of Life.